# Birmania
La Birmania (AFI: /birˈmanja/) o Myanmar (in birmano ဗမာ e မြန်မာ, Myanmar, [ˌmjɑːnˈmɑ]), ufficialmente Repubblica dell'Unione del Myanmar (in birmano ပြည်ထောင်စု သမ္မတ မြန်မာနိုင်ငံတော်, Pyidaunzu Thanmăda Myăma Nainngandaw) è uno Stato dell'Asia sudorientale. Occupa parte della costa occidentale della penisola indocinese, è affacciata sul golfo del Bengala e sul mar delle Andamane e confina da ovest a est con Bangladesh, India, Cina, Laos e Thailandia. Il 6 novembre 2005 la capitale è stata spostata da Yangon a Pyinmana, che il 27 marzo 2006 è stata ufficialmente rinominata Naypyidaw, cioè "sede dei re".
Dopo aver ottenuto l'indipendenza dal Regno Unito nel 1948, la Birmania è stata governata dapprima democraticamente, poi, in seguito a un colpo di Stato nel 1962, da una dittatura militare. A partire dal 2010, il governo militare birmano ha attuato una serie di graduali riforme politiche, instaurando un governo civile, scarcerando gli oppositori politici tra cui Aung San Suu Kyi, leader della Lega Nazionale per la Democrazia, e convocando libere elezioni parlamentari, parziali nel 2012 e generali nel 2015.
Ad aprile 2021, ha una popolazione di circa 54 700 104 abitanti. La maggioranza della popolazione è di etnia Bamar e di religione buddhista, ma vi sono anche numerose minoranze etniche, che sin dall'indipendenza sono state coinvolte in diversi conflitti armati con il governo centrale. Particolarmente criticato dalla comunità internazionale è il genocidio dei rohingya, di religione musulmana, vittime di persecuzione e privazione della cittadinanza.
Economicamente la Birmania è ancora al 2016 uno dei paesi più poveri e meno sviluppati del pianeta e dopo decenni di stagnazione, embargo internazionale e isolamento economico, dal 2011 il paese ha registrato un forte sviluppo economico in tutti i settori, con picchi di crescita superiori all'8% annuo.

## Toponimo
La denominazione "Birmania" deriva dal nome dello Stato in lingua locale colloquiale, Bama. In birmano, la Birmania è indicata tanto con Bama (/bəmà/) che con Myama (/mjəmà/). Myanma è la versione tipica del registro scritto e letterario, mentre Bama è la forma più diffusa, che rappresenta la versione colloquiale; da essa derivano gli esonimi Burma e Birmania.
Secondo la propaganda del regime dittatoriale birmano il termine Burma sarebbe legato all'etnia maggioritaria dei Bamar, e quindi sgradita alle minoranze locali, mentre Myanmar, nome imposto dopo il colpo di Stato del 1988, sarebbe etnicamente neutro. Il nome Myanmar deriva dal termine (relativo al registro linguistico formale) Myanma o Myama a cui, nel 1989, la giunta militare birmana aggiunse una "r" finale per facilitare la pronuncia dell'inglese. Tale modificazione rientrò nel programma di revisione dei nomi previsto da una legge interna ratificata dal regime nel 1989: l'Adaptation of Expressions Law.
Myanma (e quindi Myanmar) è la forma breve della denominazione ufficiale in birmano ပြည်ထောင်စု သမ္မတ မြန်မာနိုင်ငံတော်, Myanma Naingngandaw, e incominciò a diffondersi con l'arrivo dei Mongoli nel XIII secolo. Solo nel 1989 il nuovo nome venne imposto dalla giunta militare appena arrivata al potere, per sostituire Burma, nome ufficiale dal 1948 al 1989, come avvenne per la capitale di allora, Rangoon, diventata ora Yangon.
L'Unione europea, nei documenti in inglese usa entrambi i nomi: Myanmar/Burma. I governi di Regno Unito, Stati Uniti d'America, Canada e Australia hanno continuato a usare la denominazione "Burma" (Birmania), mentre ONU, ASEAN, Giappone, Cina e India hanno adottato il nome "Myanmar". La BBC utilizzò esclusivamente Burma fino al 2014 facendo notare come gli etimologisti considerino le argomentazioni del regime del tutto false e inaccettabili, in quanto sia Myanma(r) sia Burma provengono dalla stessa radice, hanno la stessa valenza semantica e sono stati utilizzati in modo intercambiabile per secoli, adottando comunque l'uso di "Myanmar" a partire dal 2014. Similmente altri giornali statunitensi hanno adottato la dizione Myanmar, per esempio il Financial Times nel 2008, The New York Times nel 1989, l'Associated Press nel 2006.
In diversi Paesi e in differenti ambiti, il nome che il regime dittatoriale di Yangon ha cercato di imporre all'estero, Myanmar, viene considerato una forzatura a sfondo politico. La leader dell'opposizione democratica birmana e Premio Nobel per la pace, Aung San Suu Kyi, ha sempre utilizzato il nome Burma o Birmania e nel 2012 ha condannato l'uso di Myanmar.

## Storia
Si pensa che i Mon siano stati i primi individui ad aver abitato le sponde del fiume Irrawaddy. Nel I secolo a.C. questa zona fu abitata dai Pyu, una popolazione dedita al commercio con Cina e India. Il regno Pyu più potente fu Sri Ksetra, che scomparve nel 656. Successivamente il regno dei pyu si ristabilì, ma verso la metà del IX secolo furono sconfitti dal Regno di Nanzhao, stabilito nell'attuale provincia cinese meridionale dello Yunnan.
I birmani, o bamar, cominciarono a migrare verso la valle dell'Irrawaddy dal Tibet nel IX secolo. Nell'849, stabilirono il potente Regno Pagan, che raggiunse grande splendore al tempo di re Anawratha (1044-1077), quando l'influenza dei birmani si espanse oltre i confini della Birmania attuale. Dal 1100 grandi parti dell'Indocina erano controllate dal Regno Pagan, che è chiamato comunemente primo impero birmano.
Verso la fine del Duecento, le invasioni dei mongoli di Kublai Khan disgregarono il regno. Nel 1364 i birmani ristabilirono un proprio Stato con capitale Ava: in questo periodo la cultura birmana era in un'età d'oro. Nel 1527 gli Shan saccheggiarono Ava dopo che i mon si erano ristabiliti a Pegu (Bago), trasformata in un centro commerciale e religioso importante.
I birmani fuggiti da Ava fondarono il Regno di Toungoo nel 1531, sotto il comando di re Tabinshwehti, che riunificò il Paese e fondò il secondo impero birmano. Grazie alla crescita dell'influenza europea nell'Sud-est asiatico, il regno si arricchì con gli scambi commerciali. Le ribellioni interne e la mancanza di risorse necessarie per controllare le nuove acquisizioni territoriali portarono alla rovina del Regno di Toungoo.
Re Anaukpetlun, che aveva espulso gli invasori portoghesi, fondò una nuova dinastia ad Ava nel 1613. La ribellione interna dei mon, aiutati dai francesi, condusse alla rovina del regno nel 1752. Il capo del piccolo villaggio di Konbaung, Alaungpaya, riunificò il paese e costruì il terzo impero birmano. Stabilì la Dinastia di Konbaung e regnò dal 1752 al 1760. Morì in seguito alle ferite riportate durante l'assedio di Ayutthaya, la capitale del Regno siamese. Il suo secondo figlio Hsinbyushin (1763-1776) ritornò ad Ayutthaya nel 1766; l'assedio durò 14 mesi e la città fu espugnata il 7 aprile 1767 e rasa al suolo. I birmani non riuscirono a occupare capillarmente il Siam: venne lasciato un contingente limitato a presidiare i territori conquistati e il grosso delle truppe fu spostato ai confini orientali per fronteggiare un'invasione cinese.
La dinastia Qing della Cina, spaventata dalla crescita dell'influenza birmana, tentò di invaderla quattro volte dal 1766 al 1769 senza successo. L'impegno sostenuto per respingere le invasioni cinesi portarono alla perdita del controllo del Siam, che si riorganizzò nel nuovo Regno di Thonburi, ma in quegli anni i birmani conquistarono l'Arakan e il Tenasserim. Nelle guerre anglo-birmane (1824-1826, 1851-1852 e 1885-1886), la Birmania fu sconfitta dai britannici che la trasformarono in una provincia dell'India britannica, dalla quale si distaccò nel 1937.
Durante la seconda guerra mondiale la Birmania divenne una parte importante nel teatro asiatico sud-orientale. Dopo i successi iniziali, nel 1942 i giapponesi invasero la Birmania e i britannici furono espulsi dalla maggior parte del territorio. Il paese divenne perciò indipendente sotto la guida di Aung San. Tuttavia, il contrattacco inglese nel luglio 1945 fece tornare il paese in mano britannica, con l'aiuto dell'AFPFL (Lega per la Libertà delle Persone Antifasciste), guidato da Aung San.
Nel 1947, Aung San divenne vicepresidente del Consiglio esecutivo della Birmania, in un governo transitorio. Tuttavia, nel luglio 1947, alcuni rivali politici assassinarono Aung San e diversi membri politici. Il 4 gennaio 1948 la nazione si trasformò in una repubblica indipendente, conosciuta come Unione della Birmania, con Sao Shwe Thaik come primo presidente. U Nu fu il primo a ricoprire l'incarico di Primo Ministro. Con l'indipendenza arrivarono anche le richieste, avanzate dalle minoranze (chin, kachin, karen, mon e shan), di uno Stato federale, portate avanti con una guerriglia contro lo Stato, che rispose con una feroce repressione. Diversamente della maggior parte delle altre ex colonie britanniche, la Birmania non divenne membro del Commonwealth.
Nel 1961 U Thant, allora rappresentante permanente della Birmania alle Nazioni Unite e segretario precedente al primo ministro, fu scelto come segretario generale per l'ONU; era il primo presidente non occidentale che dirigeva l'organizzazione internazionale. Il governo democratico fu destituito nel 1962 da un colpo di Stato militare condotto dal generale Ne Win. Tra i gruppi d'opposizione alla dittatura militare birmana, il più importante è stato il Partito Comunista di Birmania, che è stato legale solo per tre anni (1945-1948). Schieratosi con i cinesi al momento della scissione del movimento internazionale, il CPB ha avviato una guerriglia che è durata fino agli anni novanta, quando la repressione militare costrinse i vertici del partito a scappare in Cina.
Nel 1988, dopo le rivolte studentesche (rivolta 8888), che provocarono migliaia di morti, Ne Win si dimise e fu proclamata la legge marziale, mentre il generale Saw Maung organizzò un altro colpo di Stato. I programmi per le elezioni dell'Assemblea popolare finirono il 31 maggio 1989.
Nel 1990, si tennero per la prima volta in 30 anni le elezioni libere. La NLD (Lega Nazionale per la Democrazia), il partito di Aung San Suu Kyi, Premio Nobel per la pace nel 1991, e figlia di Aung San, portò all'Assemblea Costituente 392 membri su un totale di 485, ma lo SLORC (Consiglio di restaurazione della legge e dell'ordine di Stato), spalleggiato dall'Esercito, si rifiutò di cedere il potere, rovesciando l'assemblea popolare e arrestando Aung San Suu Kyi e altri leader dell'NLD. Successivamente si cambiò il nome Birmania in Myanmar. Da allora comincia un periodo molto difficile per Aung San Suu Kyi, che, rimessa in libertà nel 1995, viene nuovamente arrestata nel 2000; liberata nel 2002, e nuovamente arrestata nel 2003. Viene definitivamente liberata il 13 novembre 2010.

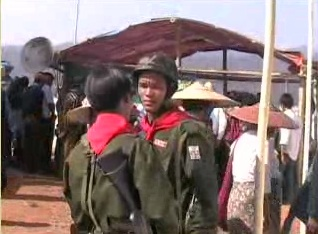
Miliziani dell'etnia Pao

Nel novembre 2005, la giunta militare cominciò a spostare il governo da Yangon (Rangoon) a un nuovo sito vicino a Kyatpyay proprio fuori Pyinmana, che fu designata come nuova capitale. Nel giorno delle Forze Armate (27 marzo 2006), la nuova capitale fu ufficialmente nominata Naypyidaw (letteralmente "Città reale" o "Sede dei re").
Con l'acuirsi delle sanzioni internazionali, la giunta militare concesse nel 2008 un referendum costituzionale, che ha dato luogo alla nuova Costituzione, giudicata antidemocratica dai partiti di opposizione, in quanto riserva alle forze armate il 25% dei seggi in Parlamento. Le nuove elezioni si tennero nel 2010, e furono le prime nel paese dal 1990. Tali elezioni furono boicottate dalla Lega Nazionale per la Democrazia di Aung San Suu Kyi e considerate non libere dalla comunità internazionale, UE e USA in particolare.
Il 9 novembre 2010 la giunta militare dichiarò che il partito sostenuto dai militari, l'USDP (Partito dell'Unione della Solidarietà e dello Sviluppo) aveva ottenuto l'80% dei voti. Le elezioni furono gravemente contestate anche per i massicci brogli che le contraddistinsero, testimoniati dai pochi osservatori presenti.
Dopo le elezioni, il governo ha concesso diverse riforme atte a ottenere una democrazia liberale, un'economia mista e la riconciliazione nazionale. Oltre al rilascio di Aung San Suu Kyi, fu istituita una Commissione Nazionale per i Diritti Civili, furono liberati 200 prigionieri politici, vennero promulgate leggi sul lavoro che garantivano la formazione del sindacato e il permesso di sciopero e venne allentata la censura sulla libertà di stampa.
Le conseguenze di tali riforme hanno aperto una nuova fase politica per il paese. La Segretaria di Stato statunitense Hillary Clinton ha visitato il paese nel dicembre del 2011, nella prima visita ufficiale statunitense degli ultimi 50 anni, e ha incontrato il presidente birmano Thein Sein e la leader dell'opposizione Daw Aung San Suu Kyi, la cui Lega Nazionale per la Democrazia è stata ammessa alle nuove elezioni parlamentari del 2012.
Il 1º aprile 2012, si sono tenute elezioni parlamentari parziali che distribuivano però solo 46 seggi parlamentari vacanti, mentre la maggioranza dei seggi restava occupata da militari e membri dell'USDP eletti nel 2010. Malgrado l'esiguo risvolto numerico, le nuove elezioni hanno avuto un importante significato politico con la partecipazione dell'NLD di Aung San Suu Kyi, che ha trionfato conquistando 43 dei 46 seggi disponibili.
L'8 novembre 2015 si sono svolte nuove elezioni parlamentari generali per rinnovare i seggi del parlamento elettivi (il 25% dei seggi resta riservato a membri nominati dalle forze armate). Le elezioni, giudicate le più democratiche dal 1990, hanno visto la vittoria della Lega Nazionale per la Democrazia di Aung San Suu Kyi.
Nel 2021 è andato in scena un colpo di Stato militare che ha rovesciato il governo di Aung San Suu Kyi, seguito da grandi proteste contro il golpe stesso.
Un devastante terremoto di magnitudo 7,7 ha colpito il Myanmar il 28 marzo 2025, con epicentro vicino a Mandalay, la seconda città più grande del paese.

## Geografia
La Birmania confina a ovest con Bangladesh e India, a nord-est con la Cina e a est con la Thailandia e con il Laos.
È grande 678500 km² ed è lo Stato più grande dell'Indocina. È grande il doppio dell'Italia, poco più grande dell'Afghanistan e poco meno dello Zambia. È attraversata dal tropico del Cancro.

### Morfologia

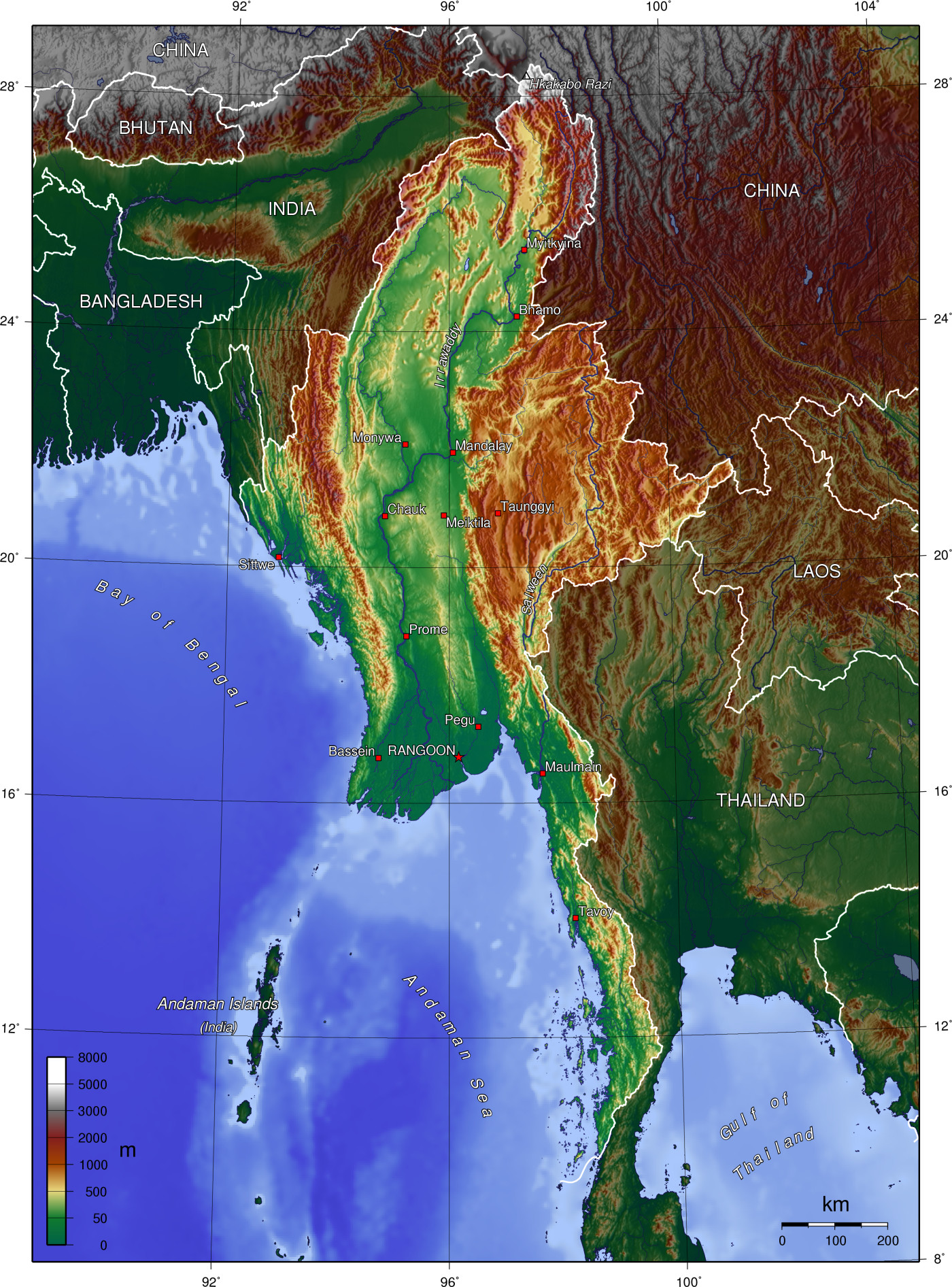
Carta della Birmania

Il territorio può essere diviso in cinque parti dal punto di vista fisico: le montagne del nord, quelle dell'ovest, l'altopiano dell'est, il bacino centrale e la zona costiera.
Al nord le vette sono aspre ed elevate e si innestano direttamente nell'Himalaya, di cui costituiscono l'estremo contrafforte.
Nella zona occidentale invece le catene sono meno elevate.
A est si estende l'altopiano di Shan, arido e incolto nella sua parte settentrionale, ricco di foreste tropicali in quella meridionale. Verso ovest l'altopiano scende a strapiombo mentre verso sud esso si prolunga in rilievi che formano la zona costiera del Tenasserim.
La zona costiera procedendo da nord verso sud presenta coste alte e frastagliate, bagnate dal golfo del Bengala; il delta dell'Irrawaddy e le pianure costiere si affacciano sul golfo di Martaban, nella parte più meridionale le coste ridivengono alte e rocciose.

### Idrografia
L'idrografia è dominata dal fiume Irrawaddy, che si estende per circa 2200 km, e che attraversa il Paese da nord a sud; navigabile per circa 1450 km, sfocia con un ampio delta, di 9 diramazioni, nel golfo di Martaban, dove sbocca anche il Sittang. Il grande delta del fiume, costituisce un territorio ideale per la coltura del riso, tale da potere soddisfare l'intero fabbisogno del Paese, mentre il fiume stesso rappresenta un'importante via di comunicazione, attraverso la quale viaggiano tuttora le merci, specie legni pregiati, ed esotici. Il territorio è attraversato anche dal Saluen, che è più lungo dell'Irrawaddy (quasi 2850 km), ma scarsamente navigabile, a causa della ridotta profondità, e lungo il quale il pregiato legno teak viene convogliato dall'altopiano dello Shan fino ai porti, e che attraversa la Birmania solo nel suo ultimo tratto; vi è inoltre il Chindwin, la cui percorribilità dipende ampiamente dalla stagione delle piogge, e che è il principale affluente dell'Irrawaddy, dove confluisce all'altezza di Mandalay. Infine, vi è il fiume Mekong, che segna il confine con il Laos.
È bagnata dal mar delle Andamane e dal golfo del Bengala, quindi è stata investita dallo tsunami del 26 dicembre 2004, che ha provocato 61 morti. Non ci sono laghi notevoli dal punto di vista idrografico, mentre è molto importante il lago Inle: meta di grande interesse turistico che si stende a circa 900 metri di altezza nella parte occidentale dell'altipiano Shan.

### Clima
Il clima dipende dal regime monsonico sulla costa, con temperature abbastanza alte e piogge abbondanti durante la stagione estiva. Durante la stagione invernale i venti portano temperature fredde e secche, mentre d'estate portano il caldo e l'umidità. Raramente, la Birmania è attraversata dai cicloni tropicali; nel 2008, il ciclone tropicale Nargis provocò più di 80 000 morti.
Nelle pianure centrali e sull'altopiano il clima è di tipo continentale, con scarse precipitazioni. Sulle coste le piogge raggiungono anche 5000 mm annui.
| Media di temperature e precipitazioni a Rangoon | Mesi | Mesi | Mesi | Mesi | Mesi | Mesi | Mesi | Mesi | Mesi | Mesi | Mesi | Mesi | Anno  |
| Media di temperature e precipitazioni a Rangoon | Gen  | Feb  | Mar  | Apr  | Mag  | Giu  | Lug  | Ago  | Set  | Ott  | Nov  | Dic  | Anno  |
| ----------------------------------------------- | ---- | ---- | ---- | ---- | ---- | ---- | ---- | ---- | ---- | ---- | ---- | ---- | ----- |
| T. max. media (°C)                              | 32   | 34   | 36   | 37   | 33   | 30   | 29   | 29   | 30   | 31   | 32   | 31   | 32    |
| Precipitazioni (mm)                             | 3    | 3    | 5    | 8    | 51   | 307  | 480  | 582  | 528  | 394  | 180  | 69   | 2 610 |

## Società

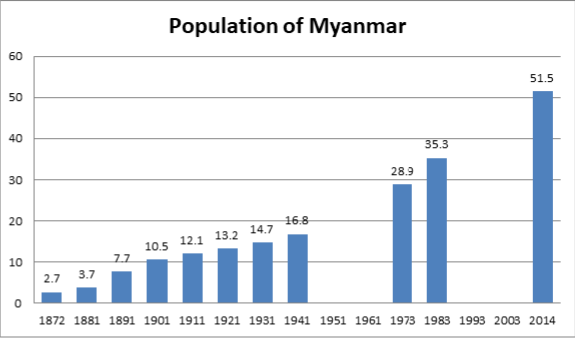
Andamento della popolazione dal 1872 al 2014

La popolazione birmana è molto composita e l'integrazione dei vari gruppi etnici è di difficile attuazione. I bamar, detti anche birmani, costituiscono il 69% della popolazione; abbastanza consistente è anche l'immigrazione di commercianti cinesi, pakistani, thailandesi e indiani.
Le 135 "etnie della nazione" sono raggruppate principalmente in base a dove sono stanziate piuttosto che per le differenze etnico/linguistiche, come ad esempio avviene per lo Stato Shan, comprendente trentatré popolazioni che parlano lingue di almeno quattro diverse famiglie linguistiche.
La popolazione ha subìto un notevole incremento, passando dai 13 milioni del 1921 ai 24 del 1964, ai 44 596 000 del 1993, ai 45 976 000 nel 2001, ai 51 000 000 nel 2006. L'aspettativa di vita è di 64,7 anni per gli uomini e di 70,8 anni per le donne (dati Worldometer 2020); la mortalità infantile è del 33,4 per mille (dati Worldometer 2020). Il 68,6% della popolazione vive in villaggi (dati Worldometer 2020). Grazie all'impegno per l'istruzione l'analfabetismo è stato ridotto al 15,3%; per l'Istituto di Statistica dell'UNESCO nel 2015 le donne costituivano il 67% dei diplomati e laureati in materie scientifiche.

### Etnie
La Birmania è uno Stato multilingue e multietnico, non vi sono tuttavia statistiche certe e aggiornate sulla popolazione e sulla sua composizione. L'ultimo censimento complessivo, ancorché controverso, risale al 1931.
Ufficialmente lo Stato riconosce otto gruppi etnici principali a loro volta suddivisi in 135 gruppi etnici indigeni.
Etnie principali
| # | Gruppo etnico   | Numero individui | %    |
| - | --------------- | ---------------- | ---- |
| 1 | Birmani (bamar) | 35 190 000       | 69   |
| 2 | Shan            | 4 590 000        | 9    |
| 3 | Karen           | 3 570 000        | 7    |
| 4 | Rakhine         | 2 040 000        | 4    |
| 5 | Cinesi          | 1 530 000        | 3    |
| 6 | Chin            | 1 500 000        | 2,94 |
| 7 | Mon             | 1 390 000        | 2,73 |
| 8 | Indiani         | 1 200 000        | 2,35 |
| 9 | Altri           | 2 040 000        | 4    |

### Religione

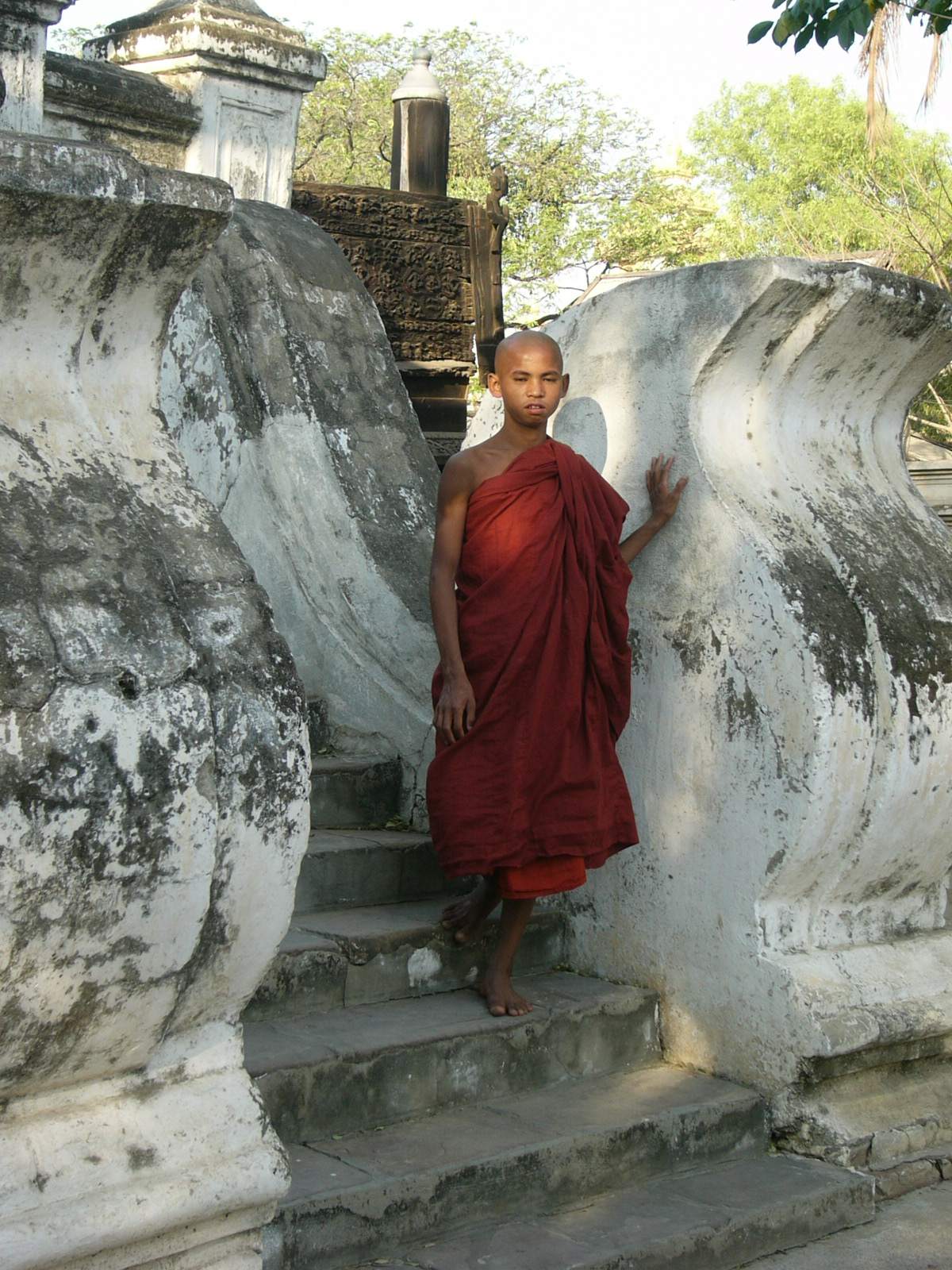
I membri della Sangha Buddhista sono venerati in tutta la Birmania, che è al primo posto fra gli Stati con individui che professano il Buddhismo Theravāda.

La Birmania è un Paese multi-religioso. Quella theravāda è la tradizione buddhista più diffusa, a cui sono state aggiunte credenze locali. Secondo il governo militare, è praticata dall'89% della popolazione, specialmente fra bamar, rakhine, shan, mon e cinesi.
Il cristianesimo è praticato dal 4% della popolazione, principalmente presso i kachin, chin e i karen, a causa del lavoro missionario nelle loro rispettive aree. Circa tre quarti dei cristiani del Paese sono protestanti, in particolare battisti della Myanmar Baptist Convention; i cattolici compongono il resto.
L'islam, principalmente sunnita, è praticato dal 4% della popolazione secondo il censimento governativo del 2016.
Le popolazioni cristiane e musulmane sono di fronte a una persecuzione religiosa. Il governo militare ha revocato la cittadinanza dei musulmani rohingya nel Rakhine settentrionale e ha attaccato le minoranze etniche cristiane. Tale persecuzione è particolarmente evidente nella Birmania orientale, dove più di 3 000 villaggi sono stati distrutti tra il 1996 e il 2006.

### Lingue
In Birmania coesistono quattro dei maggiori ceppi linguistici: sinotibetano, austronesiano, tai-kadai e indoeuropeo. Le lingue sinotibetane sono le più parlate. Esse includono birmano, karen, kachin, chin e cinese. L'idioma tai-kadai maggiormente diffuso è lo shan. Mon, palaung e va sono le più diffuse lingue austroasiatiche parlate in Birmania. Le due maggiori indoeuropee sono il pāli, la lingua liturgica del buddhismo theravāda, e l'inglese.
La lingua ufficiale è il birmano, appartenente alla famiglia delle lingue sinotibetane. Il sistema di scrittura è formato da lettere circolari o semi-circolari importate dai Mon. Le prime iscrizioni in questo alfabeto risalgono all'anno 1000. Anche Shan e Karen usano questi caratteri particolari, anche se aggiungono vari accenti non presenti nella lingua birmana.

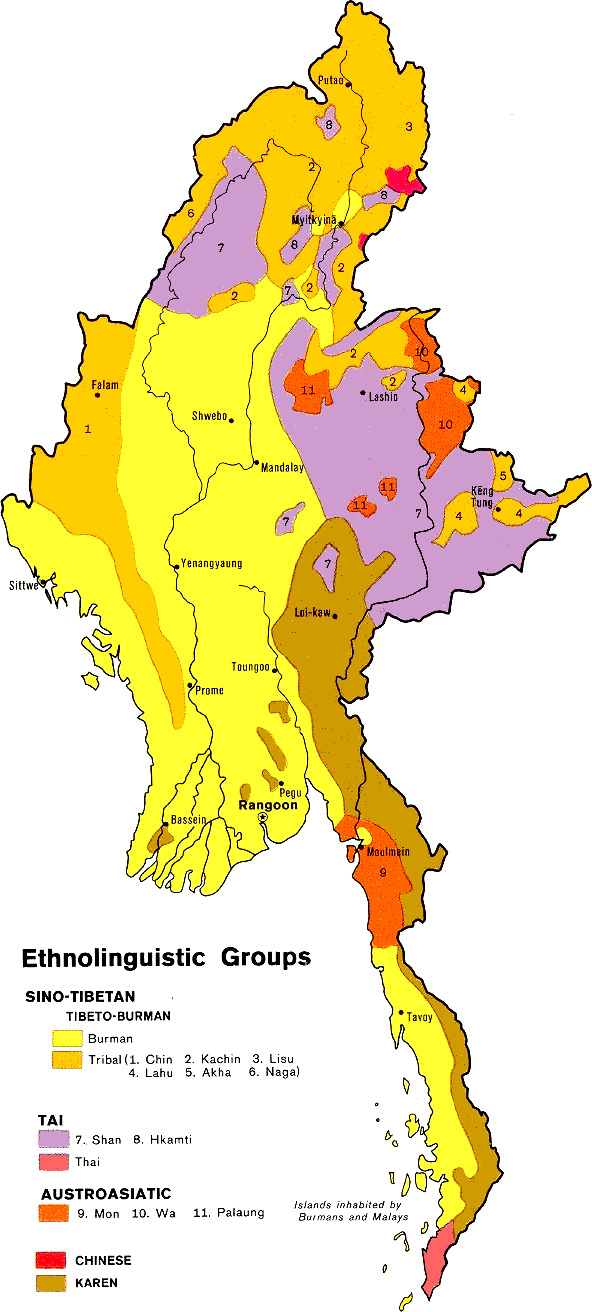
Carta linguistica

## Ordinamento dello Stato

### Costituzione
L'attuale Costituzione della Birmania risale al 29 maggio 2008.

### Suddivisioni amministrative

#### Divisioni amministrative di primo livello

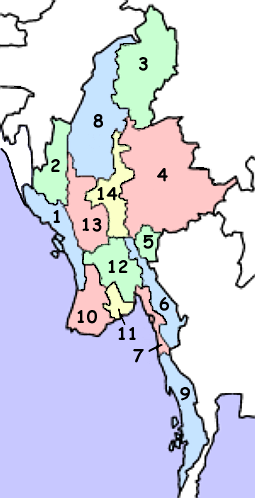
Stati e regioni birmane

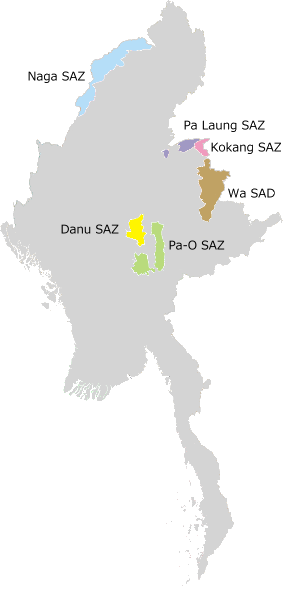
Divisione e zone auto-amministrate

La suddivisione amministrativa di primo livello della Birmania è composta da:
- Sette regioni (in birmano: တိုင်းဒေသကြီး, trascrizione: taing detha gyi, IPA: táɪɴ dèθa̰ dʑí), che fino al 2010 erano chiamate divisioni (in birmano: တိုင်း, trascrizione: tain).[43] Le loro popolazioni sono composte prevalentemente da membri dell'etnia birmana
- Sette stati (in birmano: ပြည်နယ်, trascrizione: pyinè) le cui popolazioni sono composte prevalentemente da minoranze etniche come quelle degli shan e dei karen, le più grandi del paese dopo quella dei birmani
- Un territorio dell'Unione, dove si trova la capitale Naypyidaw[43]
- Cinque zone auto-amministrate (in birmano: ကိုယ်ပိုင်အုပ်ချုပ်ခွင့်ရဒေသ, trascrizione IPA: kòbàɪɴ ʔoʊʔtɕʰoʊʔ kʰwɪ̰ɴja̰ dèθa̰)[43]
- Una divisione auto-amministrata (in birmano: ကိုယ်ပိုင်အုပ်ချုပ်ခွင့်ရ တိုင်း, trascrizione IPA: kòbàɪɴ ʔoʊʔtɕʰoʊʔ kʰwɪ̰ɴja̰ táɪɴ)[43]

Regioni e Stati
1. Stato Rakhine
2. Stato Chin
3. Stato Kachin[44]
4. Stato Shan
5. Stato Kayah
6. Stato Karen
7. Stato Mon
8. Regione di Sagaing
9. Regione di Tanintharyi
10. Regione di Ayeyarwady
11. Regione di Yangon
12. Regione di Bago
13. Regione di Magway
14. Regione di Mandalay

Territorio dell'Unione
1. Territorio dell'Unione di Naypyidaw, istituito nel novembre 2010 attorno alla capitale Naypyidaw.[45] In precedenza, il territorio faceva parte della Regione di Mandalay.

Zone auto-amministrate
1. Zona auto-amministrata Danu
2. Zona auto-amministrata Kokang
3. Zona auto-amministrata Naga
4. Zona auto-amministrata Pa-O
5. Zona auto-amministrata Pa Laung

Divisione auto-amministrata
1. Divisione auto-amministrata Wa

#### Divisioni amministrative di secondo livello
Le divisioni di primo livello sono i distretti (in birmano: ခရိုင်, trascrizione IPA: kʰəjàiɴ). A tutto il 2019, i distretti erano in totale 75.

#### Divisioni amministrative di terzo livello
I distretti si suddividono in township (in birmano: မြို့နယ်, trascrizione IPA: mjo̰nɛ̀). A tutto il 2019, esistevano nel paese 330 township. I territori delle township si suddividono a loro volta nelle municipalità del paese, che possono essere città, ward o villaggi.

### Città principali
(Popolare detto birmano)
- Naypyidaw, la nuova capitale. Abitanti: 1 600 000 circa.
- Yangon o Rangoon, l'ex capitale, la città più popolosa. Abitanti: 4 500 000.
- Mandalay, città storica, terza del paese per abitanti. Abitanti: 933 000.
- Bagan, precedentemente Pagan, sito archeologico molto importante.
- Pegu, oppure Bago è una città importante per le sue industrie. Abitanti: 251 000.
- Moulmein, terza città, capoluogo dello Stato Mon nota per la cucina. Abitanti: 300 000 circa.
- Sagaing, importante centro religioso. Abitanti: 300 000 circa.
- Tavoy, o Dawei capoluogo del Tenasserim. Abitanti: 139 000.
- Pathein, precedentemente Bassein, pittoresco porto sul delta dell'Irrawaddy. Abitanti: 246 000.
- Taunggyi, capitale degli Shan.[48] Abitanti: 185 000.

### Istituzioni

#### Ordinamento scolastico e università
La tradizione birmana è sempre stata legata a una scuola piuttosto rigida. Nei villaggi l'istruzione prende luogo nei monasteri. Questo scritto è anche usato per il pali, la lingua ufficiale del Buddhismo Theravāda, quella parte del Buddhismo che unisce la religione e l'istruzione.
L'Università di Yangon è stata fondata nel 1878.

#### Forze armate
Le forze militari della Birmania, dette Tatmadaw, contano, (al 2018), 406 000 militari e 107 250 paramilitari per un totale di 513 250 soldati. Le spese militari ammontano (al 2018) a 2 400 000 000 $. L'Esercito conta 5 687 attrezzi tra veicoli blindati e pezzi d'artiglieria. La Marina gestisce 125 navi. L'Aeronautica, invece, può contare su 282 velivoli.

## Politica

### Politica interna
L'Unione di Birmania è stata governata per anni da un regime militare. Il governo militare cambiò il nome del paese da Birmania a Myanmar nel 1989. Nel 1990 venne eletta l'Assemblea Popolare formò la Coalizione Nazionale per l'Amministrazione dell'Unione della Birmania (NCGUB), che è stata per anni in esilio e operava per la democrazia nello Stato comandato da Sein Win, un cugino di Aung San Suu Kyi. Il NCGUB aveva limitati poteri ed era bandito in Birmania.

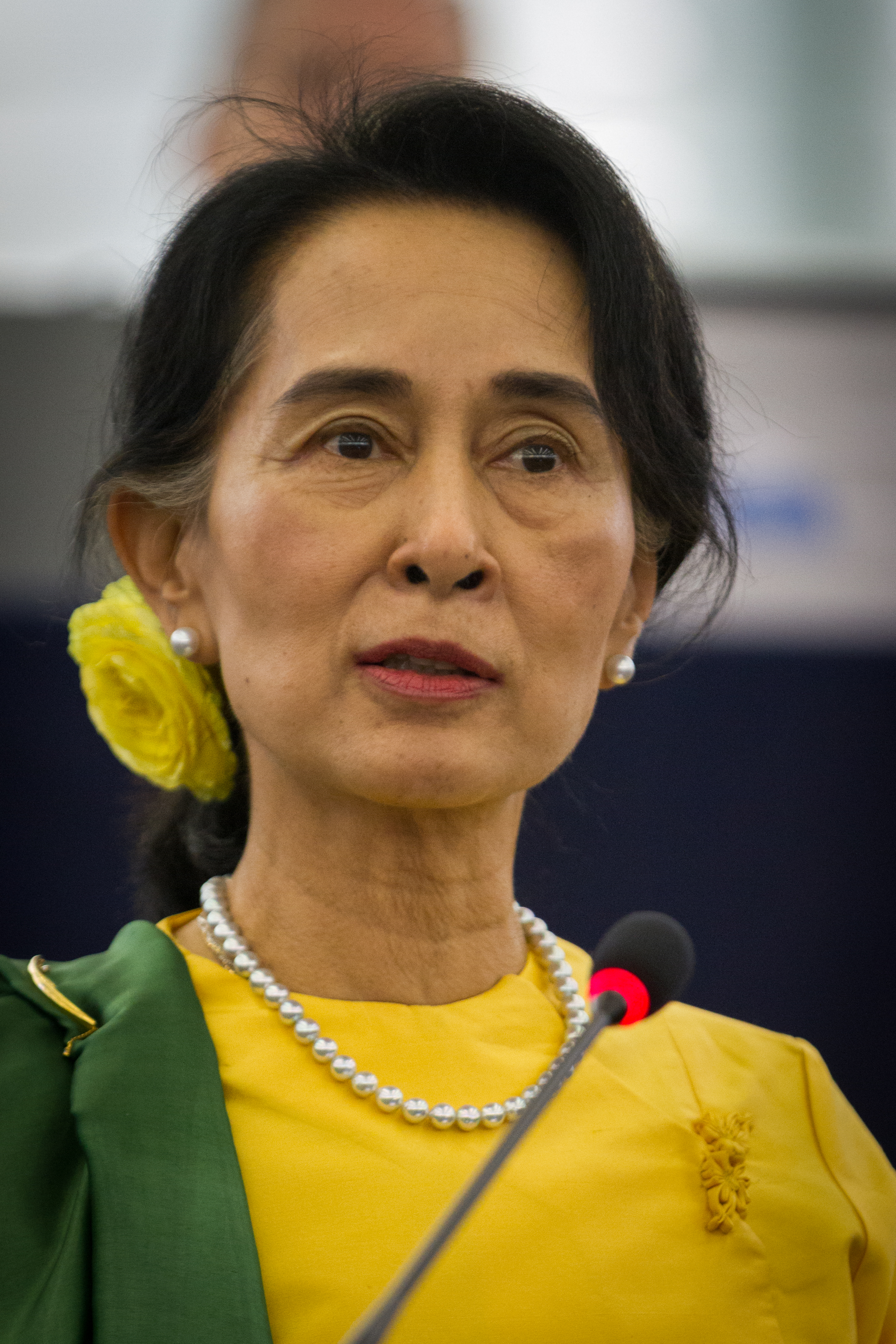
Aung San Suu Kyi, politica e attivista per i diritti umani

Nel 1989, l'esercito birmano represse violentemente le proteste contro la cattiva gestione economica e l'oppressione politica. L'episodio più cruento avvenne l'8 agosto 1988, quando i militari aprirono il fuoco contro rivoltosi in quella che è conosciuta come rivolta 8888. Nonostante gli insuccessi delle rivolte, le proteste del 1988 hanno aperto la strada per le elezioni dell'Assemblea della gente, nel 1990. I risultati dell'elezione successivamente sono stati invalidati dal regime. La lega nazionale per la democrazia, condotta da Aung San Suu Kyi, ha ottenuto più del 60% dei voti e più dell'80% delle sedi parlamentari nell'elezione nel 1990, tenuta per la prima volta dopo trenta anni. L'attivista Aung San Suu Kyi ha guadagnato l'elogio internazionale per il suo impegno nell'instaurare un governo democratico in Birmania, ricevendo il premio Nobel per la pace nel 1991. La politica è stata condannata agli arresti domiciliari, che ha terminato di scontare definitivamente il 13 novembre 2010.
Il Presidente del Consiglio di Stato per la Pace e lo Sviluppo (che sostanzialmente aveva anche i poteri dell'attuale presidente della repubblica) era il generale Than Shwe, "uomo forte" che rimase in carica dal 23 aprile 1992 al 30 marzo 2011. La maggior parte dei ministeri erano capeggiati da ufficiali dell'esercito, con le eccezioni del Ministero della Sanità, del Ministero dell'Educazione e del Ministero del Lavoro, che erano in mano a civili. In seguito divenne presidente della repubblica (la cui carica istituzionale è stata reintrodotta nel 2011) l'ex generale Thein Sein, che nel 2010 rassegnò le dimissioni dall'esercito per guidare da civile il Partito dell'Unione per la Solidarietà e lo Sviluppo. Rimase in carica fino al 2016.
Nel novembre del 2010 si sono tenute nuove elezioni, definite da tutto il mondo una farsa e alle quali è stata impedita la partecipazione di Aung San Suu Kyi, che è stata liberata il 13 novembre 2010, dopo le elezioni-farsa appunto.
Il 31 gennaio 2011, più di 600 deputati hanno riempito le due Camere, "Hluttaws", nella sessione d'apertura, con il compito di scegliere il primo presidente civile della Birmania, da quando il colpo di Stato del 1962 ha dato il via a 49 anni di ininterrotta dittatura militare.
La giunta militare al potere ha salutato la legislatura come l'alba di una nuova democrazia, ma i critici l'hanno invece bocciata come una farsa che lascia al potere gli stessi generali autoritari. E il nuovo governo avrà probabilmente la stessa morsa sui dissidenti del vecchio.
I parlamentari hanno eletto presidente e vicepresidente di ogni Camera nella sessione inaugurale, con tre dei quattro incarichi andati a militari in pensione. La sorpresa maggiore è stata l'elezione a presidente della Camera bassa del numero tre della giunta Thura Shwe Mann, militare di carriera.
La Costituzione della Birmania prevede che i militari possano designare il 25% dei membri del Parlamento. Oltre al 25% dei militari, la giunta militare che guida il paese asiatico dagli anni sessanta conta sul 77% dei parlamentari eletti, membri dell'Unione per la solidarietà e lo sviluppo (Usdp), partito filo-giunta. 
Il 4 febbraio 2011 è stato eletto il primo presidente civile del paese da quando i militari presero il potere nel 1962, si tratta dell'ex generale e ex primo ministro Thein Sein.
L'8 novembre 2015 si sono tenute le prime elezioni generali libere dalla fine della dittatura militare e che hanno visto la vittoria della Lega Nazionale per la Democrazia di Aung San Suu Kyi. Il 1º febbraio 2016, è stato convocato per la prima volta dopo 50 anni il Parlamento eletto da libere elezioni.

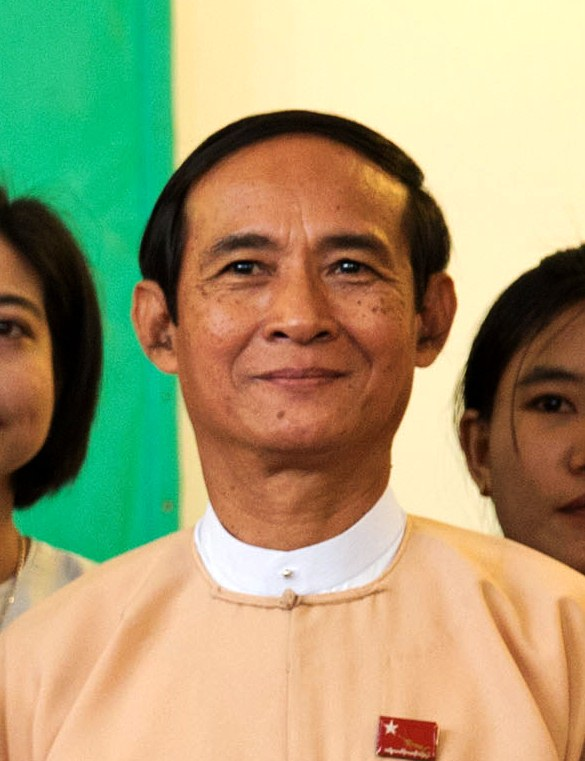
Win Myint, presidente della Birmania dal 2018 al 2021

Alla Camera dei Rappresentanti l'NLD ha ottenuto 255 seggi su 440. Mentre alla Camera delle Nazionalità ne ha ottenuti 135, pari al 60,27% dei 224 seggi. L’USDP, il partito di opposizione che ha guidato il Paese fino alle elezioni del 2015, ha subito una sconfitta travolgente, conquistando solo 30 seggi, pari al 6,82% alla Camera dei Rappresentanti e 11 seggi, pari al 4,46%, alla Camera delle Nazionalità. Interessante anche il dato negli Stati Etnici: con la sola eccezione dello Stato Shan, il partito di Aung San Suu Kyi ha ovunque ottenuto la maggioranza dei voti.
Nel marzo 2016 è stato nominato alla presidenza del Paese l'economista Htin Kyaw, anch'egli membro della NLD, primo civile eletto dopo 54 anni di dittature militari e braccio destro di Aung San Suu Kyi, impossibilitata ad assumere tale carica.
Il 21 marzo 2018, dopo le dimissioni di Htin Kyaw da Presidente della Birmania, Win Myint si dimise da Presidente della Camera dei Rappresentanti, mossa preparatoria alla sua candidatura sostenuta dalla Lega Nazionale per la Democrazia alla Presidenza del Paese. Il 28 marzo 2018 fu eletto Presidente dal Parlamento con 403 voti su 636.

#### Partiti politici
I partiti politici importanti in Birmania sono la Lega Nazionale per la Democrazia e la Lega Democratica Shan, anche se le loro attività sono regolate dal regime. Esistono molti altri partiti, rappresentanti spesso gli interessi delle minoranze etniche. C'è poca tolleranza per l'opposizione politica e molti partiti sono stati proscritti. Il partito nazionale dell'unità rappresenta i militari ed è sostenuto da un'organizzazione totalitaria chiamata l'Associazione di Solidarietà e dello Sviluppo del Sindacato. Secondo parecchie organizzazioni, compreso Amnesty International, il regime ha poca considerazione dei diritti dell'uomo. Non c'è ordinamento giudiziario indipendente in Birmania e l'opposizione politica al governo militare non è tollerata.

#### Politica estera
La Birmania è membro delle Nazioni Unite, dell'Organizzazione mondiale del commercio e del Fondo Monetario Internazionale. La Birmania è inoltre membro dell'Associazione delle Nazioni del Sud-est asiatico (ASEAN), un'organizzazione politica ed economica di dieci paesi del Sud-est asiatico costituita l'8 agosto 1967 da Indonesia, Malesia, Filippine, Singapore e Thailandia.
I rapporti esteri della Birmania sono abbastanza difficili. Tuttavia il governo della Birmania sta stipulando un numero crescente di accordi internazionali e trattati di investimento. A oggi ha firmato accordi bilaterali di protezione degli investimenti con Cina, India, Kuwait, Laos, Filippine, Thailandia e Vietnam.
Gli Stati Uniti hanno imposto sanzioni a causa del severo e illiberale modo di governare del regime militare instaurato nel 1988. Molte penalizzazioni economiche sono state causate dalle repressioni delle proteste nello stesso anno, dalle instabilità etniche che portano a conflitti fra il governo e i Karen e gli Shan e dalla quasi totale mancanza di democrazia.
L'Unione europea ha tagliato i commerci con lo Stato e ha tolto qualsiasi aiuto economico, tranne quello umanitario.
Le sanzioni europee e statunitensi contro il regime militare e le pressioni dei democratici birmani, hanno costretto molte aziende occidentali a lasciare la Birmania. L'azienda petrolifera Total venne messa sotto inchiesta dalla magistratura belga a causa di denunce sporte nel 2002 da rifugiati birmani «secondo i quali la Total avrebbe utilizzato manodopera forzata fornita dalla giunta militare al potere in Birmania - accusata di crimini contro l'umanità - per la costruzione di un gasdotto.». Più specificatamente «La denuncia è diretta contro l'azienda, il suo ex responsabile Thierry Desmarest e l'ex direttore delle operazioni della Total in Birmania, Hervé Madeo: a loro viene contestato il sostegno logistico e finanziario fornito negli anni novanta alla giunta militare, che avrebbe a sua volta messo a disposizione manodopera forzata per la realizzazione dei progetti petroliferi.» altre denunce simili vennero fatte anche in Francia da lavoratori birmani. Le società asiatiche, comunque, hanno deciso di continuare a investirvi e ad aprirvi nuove aziende, soprattutto basate sull'estrazione di gas naturale.
Le sanzioni da parte dell'Unione europea sono state rimosse quasi totalmente già dal 2011, fermo restando quelle su tutto ciò che ha a che fare con industria bellica e armamenti.
L'ASEAN non difenderà la Birmania in nessuna conferenza internazionale conseguente un rifiuto del regime militare di restaurare la democrazia. Nell'aprile 2007 il ministro degli esteri malese Ahmad Shabery Cheek disse che né il suo Stato, né tantomeno l'ASEAN avrebbero aiutato il paese e affermò: «Adesso la Birmania deve difendersi da sola se verrà coinvolta in una discussione in qualsiasi conferenza mondiale». Stava rispondendo al capo dell'opposizione Lim Kit Siang. Lim aveva detto che la Malaysia dovrebbe giocare un ruolo produttivo nelle iniziative regionali finalizzate a portare un cambiamento in Birmania e far notare la situazione dello Stato al Consiglio di Sicurezza dell'ONU.
La situazione della Birmania è stata riferita al Consiglio di sicurezza dell'ONU per la prima volta nel dicembre 2005 per una consultazione informale. L'ASEAN inoltre ha dichiarato la relativa frustrazione con il governo della Birmania e ha formato il Comitato Inter-Parlamentare per richiamare la mancanza di democrazia nel paese. Un cambiamento radicale nella situazione politica del paese rimane improbabile a causa del sostegno garantito da vicini influenti, in particolare della Cina. Tuttavia si stanno facendo progressi per il processo di democratizzazione.

## Diritti umani
Dal colpo di stato del 2021 l'esercito del Myanmar ha compiuto azioni repressive nei confronti della popolazione, arrestando gli oppositori al golpe senza garantire un giusto processo ed effettuando operazioni militari e bombardamenti per combattere gli oppositori al regime.
La giunta militare ha reso impossibili le proteste pacifiche, inoltre la libertà d’espressione è stata fortemente limitata e gli organi d’informazione sono stati posti sotto stretta sorveglianza.

## Economia

Una banconota da 1000 kyat

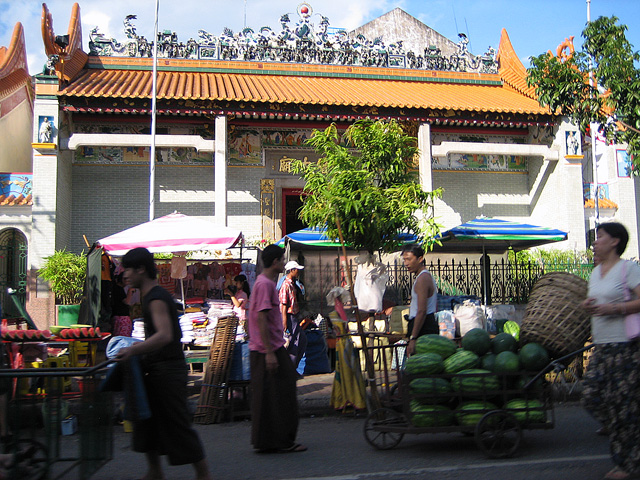
Le merci nelle aree urbane sono spesso trasportate dai facchini, come nella Chinatown di Yangon

La sua moneta ufficiale è il kyat (al 1º novembre 2019 1 euro = 1 698,91 kyat). Raffigurato su tutti i tagli della cartamoneta il "Chinze", la statua tradizionale. Gli altri valori di cartamoneta sono 5, 10, 50, 100, 200, 500, 1 000 kyat e (dal 1º ottobre 2009) anche la banconota da 5 000 kyat.
La Birmania è una delle nazioni più povere al mondo, perché nella storia recente ci sono stati ristagno economico, cattiva gestione e isolamento. Il prodotto interno lordo della Birmania cresce annualmente soltanto del 2,9% (il ritmo più basso della regione).
Dal 1948, il primo ministro U Nu tentò di fare della Birmania uno Stato abbastanza ricco. Il colpo di Stato nel 1962 fu seguito da uno schema economico socialista, un programma per far controllare allo Stato tutte le aziende, con l'eccezione di quelle agricole.
Nel 1989, il governo birmano ha cominciato a decentralizzare il controllo economico. Da allora si è iniziato a liberalizzare determinati settori dell'economia. Le industrie lucrative delle gemme, la lavorazione del petrolio e la selvicoltura rimangono ancora severamente regolate. Recentemente sono state sfruttate dalle società straniere che si sono associate con il governo per accedere alle risorse naturali della Birmania.
Sotto la gestione britannica, la Birmania era una delle colonie più ricche. Era il più grande esportatore del mondo di riso e durante l'amministrazione britannica era un importante fornitore di petrolio con la Burman Oil Company. Produceva il 75% del teck nel mondo e il paese si credeva sulla via veloce per lo sviluppo.
Oggi, la Birmania ha delle infrastrutture insufficienti. Le merci viaggiano soprattutto attraverso il confine birmano-thailandese, da dove la maggior parte delle droghe illegali sono esportate. Un'importante "autostrada" è il fiume Irrawaddy. Le ferrovie sono vecchie e rudimentali, con poche manutenzioni dopo la loro costruzione, nel XIX secolo. Le strade principali non sono normalmente asfaltate, tranne nelle città principali.
Dal 2011 però il paese si è aperto al libero mercato, e ha fatto registrare alti tassi di crescita economica intorno all'8% annuo; la crescita economica si è aperta a ventaglio in tutti i settori (turismo, esportazioni di gas naturale, telecomunicazioni, idrocarburi, settore immobiliare, alberghiero, manifatturiero e tessile).

### Settore primario
Il settore primario occupa il 63% della popolazione attiva e risulta fornire il 57,2% (2000) del prodotto interno lordo della nazione.
Il riso è il prodotto agricolo più coltivato e dunque la Birmania è tra i maggiori produttori mondiali (22 milioni di tonnellate il 2005), ma nelle regioni settentrionali, che sono più aride, si coltivano altri cereali (grano, miglio, sorgo), patata, legumi e canna da zucchero. Le terre coltivate sono il 16,7% del totale del territorio, sui 2/3 delle terre arabili è praticata la risicoltura e la meccanizzazione dell'agricoltura è solo agli inizi.

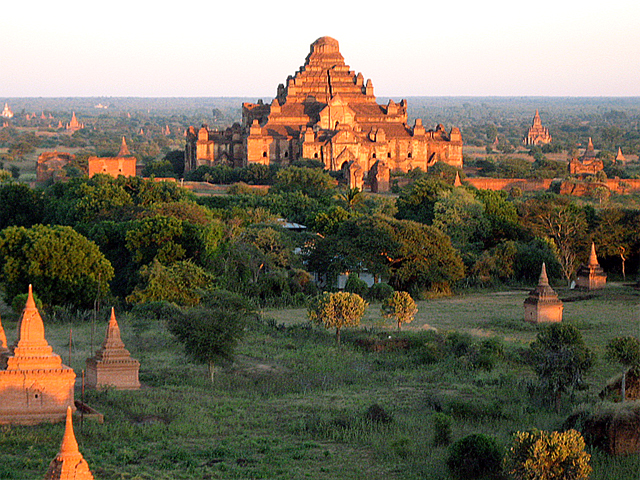
Templi di Bagan

Sulle montagne nordorientali, vicino ai confini con Laos e Thailandia, è diffusa la coltivazione di oppio (da cui si ricavano eroina e morfina) nel cosiddetto Triangolo d'oro. È consistente il patrimonio dato dall'allevamento di bovini e anche la pesca fornisce un buon reddito. Le foreste del Tenasserim, e degli Stati Karen e Shan forniscono pregiati legnami, tra cui il teak, di cui la Birmania è il principale produttore mondiale, il bambù e il pynkado. Lungo il litorale del Tenasserim ci sono grandi colture di caucciù.

### Settore secondario
Discrete sono le riserve petrolifere che si trovano nelle isole costiere e nella zona centrale; un oleodotto unisce per 400 km i pozzi di Syriam e Rangoon. La Birmania ha petrolio per 50 milioni di barili stimati e riserve per miliardi di barili anche se ad alto contenuto di zolfo, inoltre ha il più grande quantitativo provato di gas del Sud-est asiatico, cioè 510 miliardi di metri cubi.
Secondo dati 2004 della BP la Birmania ha l'1,37% delle riserve di gas naturale mondiale. Per concretizzare il dato, l'Algeria ha il 2,6% di riserve mondiali, la Russia è il paese con maggiori riserve al mondo con il 27% delle riserve mondiali.
Importante è l'estrazione di gas naturale lungo l'Irrawaddy e sulla costa del golfo di Martaban. Si estraggono poi piombo, zinco, stagno e tungsteno. Buoni ricavi dall'esportazione provengono dai rubini (estratti nelle miniere di Mogok), che in Birmania sono pregiatissimi e sono considerati tra i migliori del mondo. Importante è anche l'esportazione del teck. Le industrie non sono molto sviluppate. Ci sono stabilimenti tessili, alimentari ma anche industrie pesanti come quelle cementizie, metallifere e belliche.

### Settore terziario
La banca centrale è la Central Bank of Myanmar. A Yangon è attiva una borsa di valori. È in crescita il turismo, attirato da un patrimonio artistico di prim'ordine costituito da templi, monasteri e monumenti funerari. Nonostante ciò, meno di 750 000 turisti entravano annualmente nel paese, fino al 2011. Prima della liberalizzazione della vita politica, Aung San Suu Kyi aveva richiesto ai turisti internazionali di non visitare la Birmania, dove una grande parte delle infrastrutture e delle agenzie turistiche utilizzate dai circuiti internazionali era controllata da imprese di Stato in mano ai militari. La giunta militare utilizzò anche i lavori forzati per risistemare le destinazioni turistiche e per questo ci furono pesanti critiche da parte delle associazioni in difesa dei diritti umani.
Il turismo è stato promosso da una minoranza di gruppi di pressione al fine di procurare benefici ai cittadini birmani, e per evitare l'isolamento del paese dal resto del mondo. «Crediamo che un misurato, responsabile turismo può creare più benefici che danni. Dato che i turisti sono pienamente consapevoli della situazione e come massimizzare il loro impatto positivo e minimizzare quello negativo, sentiamo che la visita possa essere benefica dopotutto. I turisti responsabili possono aiutare primariamente la Birmania portando soldi alle comunità e alle piccole imprese, e spargendo nel mondo la conoscenza della situazione.» afferma Voices for Burma, un gruppo che promuove la democrazia per lo Stato.; dal 2011 però con la recente liberalizzazione economica il settore è in forte ascesa; si è passati in tre anni dai 816 369 arrivi del 2011 ai 3 081 412 del 2014.
I principali partner commerciali sono Thailandia, Cina, India, Giappone, Singapore e Malaysia.

## Ambiente
I diversi habitat del paese hanno favorito una natura estremamente ricca e variegata: acque salmastre e mangrovie lungo la costa, strani connubi di foresta tropicale e habitat montani più freschi a nord. Le pianure centrali (la zona secca) sono invece per lo più ricoperte di risaie.

### Flora
Come nel resto dell'Asia tropicale, la vegetazione endemica della Birmania si può in genere suddividere in due tipi di foresta tropicale: la foresta monsonica (caratterizzata da una stagione secca di tre o più mesi) e la foresta pluviale (che riceve precipitazioni per più di nove mesi l'anno). Si dice che il paese possegga oltre un migliaio di specie vegetali endemiche.
Le foreste monsoniche sono contraddistinte da alberi decidui che perdono le foglie durante la stagione secca, mentre gli alberi della foresta pluviale sono in genere sempreverdi. La regione compresa tra Yangon e Myitkyina è occupata prevalentemente da foreste monsoniche, mentre la Birmania peninsulare fino a sud di Mawlamyine (Moulmein) è ricoperto soprattutto da foreste pluviali. Non esiste tuttavia un confine ben definito fra le due aree e in molti punti è presente una mescolanza di vegetazione monsonica e pluviale.
La flora della regione himalayana, a nord del Tropico del Cancro, è caratterizzata fino a 2000 m di quota da una foresta subtropicale di latifoglie sempreverdi; nella fascia tra 2 000 e 3000 m sono invece presenti foreste di latifoglie semidecidue, mentre al di sopra dei 3000 m si trovano conifere sempreverdi che cedono il passo agli arbusti alpini a mano a mano che si sale di quota.
Lungo le coste di Rakhaing (Arakan) e Tanintharyi, si trovano foreste di mangrovie negli estuari dei fiumi, nelle lagune, nei canali di marea e lungo le isole basse. Qui la vegetazione è caratterizzata dalle mangrovie e altri alberi che vivono nel fango e sopportano la salinità dell'acqua di mare. Lungo le spiagge e le dune di sabbia delle medesime coste, ma al di sopra del livello delle maree, si trova una foresta di palme, ibischi, casuarine e altri alberi in grado di resistere a forti venti e a occasionali mareggiate.
La flora della Birmania vanta un'incredibile varietà di alberi da frutta, più di 25 000 specie di fiori e numerosi alberi tropicali e bambù. La canna e il rattan sono anch'essi abbondanti.
Il paese detiene il 75% delle riserve mondiali di Tectona grandis, un albero meglio noto come tek (kyun in birmano). Questo legno compatto, resistente e assai pregiato costituisce la più importante voce delle esportazioni della Birmania: i suoi principali acquirenti sono Cina, Singapore e India.

### Fauna
Quando Marco Polo, nel XIII secolo, descrisse la Birmania, narrò di «...vaste giungle piene di elefanti, unicorni e altri animali selvatici». Senza dubbio l'ambiente naturale del paese è molto cambiato da allora, ma è difficile stabilire in che misura questo mutamento sia avvenuto. Si ritiene che la Birmania ospiti attualmente 300 specie di mammiferi, 687 specie ornitologiche, 262 tipi di rettili e 80 varietà di anfibi; 94 specie sono a rischio di estinzione, tra cui la tigre, due varietà di rinoceronte e il panda rosso.
Lo studio più completo sulla fauna birmana fu elaborato tra il 1912 e il 1921 dalla Bombay Natural History Society e pubblicato con il titolo Mammal Survey of India, Burma and Ceylon, mentre il più «recente» saggio disponibile, The Wild Animals of Burma, risale al 1967, ma non contiene altro che brani estratti da vari studi realizzati da ricercatori inglesi tra il 1912 e il 1941, con alcune note del 1961. Negli ultimi anni la Wildlife Conservation Society con sede negli Stati Uniti ha intrapreso una serie di indagini in zone ristrette del paese (soprattutto nella regione più settentrionale), ma nessuno al momento sta conducendo un inventario esaustivo delle specie faunistiche e vegetali presenti sull'intero territorio nazionale.
Al pari della flora, anche la fauna della Birmania è strettamente legata alle caratteristiche geografiche e climatiche delle varie regioni del paese, per cui le specie autoctone della parte settentrionale sono prevalentemente di origine indocinese, mentre quelle stanziate nella parte meridionale sono tipiche dell'area della Sonda (Malesia, Sumatra, Borneo e Giava). La fauna della regione himalayana a nord del Tropico del Cancro (subito a nord di Lashio) è invece simile a quella che vive nel nord-est dell'India. La presenza di una vasta regione in cui queste tre aree si sovrappongono, e che va dalla zona di Myitkyina nel nord ai Monti di Bago nel centro, dimostra che la Birmania possiede potenzialmente gli habitat adatti alle piante e agli animali delle tre zone.
Tra i mammiferi più caratteristici, presenti in numero sempre più esiguo nelle foreste più fitte del paese, vi sono il leopardo, il gatto pescatore, lo zibetto, la mangusta indiana e la mangusta granchivora, l'orso himalayano, l'orso nero asiatico, l'orso malese, il gaur (bisonte indiano), il banteng (un tipo di bovino selvatico), il serow (capra di montagna asiatica), il cinghiale selvatico, il sambar (tipo di cervo), il muntjac (cervo abbaiatore), il tragulo (una specie di piccolo cervo), il tapiro, il pangolino, il gibbone e il macaco. Tra i mammiferi marini figurano delfini e dugonghi.
Circa 8 000 elefanti asiatici, grosso modo un terzo della popolazione mondiale, sono distribuiti su tutto il territorio della Birmania. Rientrano in questa stima anche i circa 4 000 pachidermi da lavoro che vengono prevalentemente utilizzati in agricoltura e nella raccolta del legname. Il numero di elefanti selvatici sta decrescendo rapidamente, soprattutto a causa del taglio indiscriminato del legname che porta alla distruzione del loro habitat naturale. Per ironia della sorte, gli elefanti addomesticati (spesso catturati da branchi che vivono in libertà) sono largamente utilizzati nell'industria del legname e contribuiscono a radere al suolo la foresta da cui dipende la vita dei loro cugini selvatici. Visto che l'industria dell'estrazione del legname cresce a ritmo esponenziale nel paese, si teme che il numero di elefanti allo stato brado possa solo diminuire in futuro.
Tra i rettili e gli anfibi vanno annoverate quattro specie di tartarughe marine insieme a numerosi tipi di serpenti: ben 52 specie di serpenti presenti nel paese sono velenosi, tra cui il cobra comune e il cobra reale (amadriade), il krait fasciato, la vipera malese, la vipera verde e la vipera di Russell. La Birmania ha dunque il primato mondiale per i serpenti velenosi endemici.
La Birmania abbonda infine di avifauna, che comprende almeno 687 specie tra migratorie e stanziali. I corsi d'acqua delle zone costiere o interne del Delta e della regione peninsulare meridionale costituiscono un habitat molto importante per gli uccelli acquatici del Sud-est asiatico. Due dei luoghi migliori per l'avvistamento sono il Monte Victoria, per accedere al quale, tuttavia, bisogna assumere una costosa guida governativa, e le terre umide di Moeyungyi, non lontano da Bago e quindi facile meta di una gita fuori città.

## Cultura

### Letteratura
Non è possibile parlare di letteratura birmana al singolare essendo ciascuna delle lingue principali del paese strumento di un'autonoma tradizione letteraria, sia popolare (poesia, fiabistica) sia colta. La letteratura religiosa dottrinaria e devozionale legata al Buddhismo vi ha comunque parte preponderante, almeno fino al XIX secolo. I primi esempi di letteratura birmana risalgono al XII secolo ed erano costituiti da kammawa (scritture laccate) e parabaik (manoscritti a fisarmonica). Altri esempi di letteratura pre-ottocentesca sono genealogie di re, poesie classiche e trattati giuridici.
Nel 1775 il poeta U Aung Pyo trascrisse in birmano il poema epico Rāmāyaṇa (lo Yama Zatdaw), mentre la stampa fu introdotta dai missionari e dall'American Baptist Mission. Nell'Ottocento la prima tipografia di proprietà birmana cominciò a stampare un quotidiano in lingua locale.
Nel XX secolo, anche a seguito dell'esperienza coloniale e del contatto con l'Impero britannico, si sono diffusi i generi "laici" del romanzo, del dramma, della novella. Gli autori contemporanei più noti internazionalmente si caratterizzano come tipici scrittori di denuncia, che tematizzano i problemi sociali e politici del paese. Tra di essi emerge la figura universalmente nota di Aung San Suu Kyi, premio Nobel per la pace e animatrice dell'opposizione al regime militare, oltre che apprezzata scrittrice. La scrittrice Ludu Daw Amar è vissuta tra il XX e il XXI secolo.

### Arte

#### Arte figurativa
La scultura e la pittura dell'antica Birmania erano considerate parte dell'architettura sacra: le opere figurative avevano dunque la funzione di abbellire i templi. Gli studi sulla scultura birmana scarseggiano e si limitano alle epoche Pagan e Mandalay. L'esempio scultoreo più noto è la statua del Buddha presente nel tempio Mahamuni a Mandalay. Molte altre statue originariamente presenti in Birmania sono state trafugate nel corso dei secoli e possono essere ammirate in altri paesi, come Thailandia, Stati Uniti e Regno Unito.
Nel 1988 il regime birmano vietò ogni opera che non fosse di stampo filogovernativo. La situazione è migliorata negli anni successivi, ma le opere presenti nelle varie gallerie nazionali sono destinate principalmente al mercato turistico. Lungo le strade si possono intravedere esempi di propaganda artistica a mezzo di manifesti a sfondo sociale (come le campagne contro la droga e contro l'AIDS) o filogovernativo in generale.

#### Architettura
La Birmania è disseminata di zedi, termine che spesso viene tradotto come "pagoda". Le forme più comune degli zedi più antichi erano quella emisferica (come la pagoda Kaunghmudaw di Sagaing) e quella a forma di bulbo (come la pagoda Bupaya di Bagan), mentre gli zedi moderni possiedono delle forme più sinuose (un esempio è la Pagoda Shwedagon di Yangon). Tuttavia, la forma di uno zedi non è sempre attendibile nel determinarne l'epoca, in quanto la Birmania è spesso soggetta a terremoti e molti edifici sono stati ricostruiti nel corso degli anni.
Dato che in passato solo i templi erano costruiti con materiali destinati a durare nel tempo, gli edifici laici e gran parte dei monasteri venivano realizzati in legno, il ché spiega l'esiguo numero di edifici antichi rimasti ai giorni nostri. Difatti, dopo la distruzione del Palazzo di Mandalay avvenuta durante la seconda guerra mondiale non è rimasto alcun edificio del genere, se non qualche rovina.
Oltre agli edifici tradizionali, la Birmania vanta di alcuni palazzi di epoca coloniale, come le rustiche ville Tudor in legno e intonaco di Pyin U Lwin e le ville e i negozi con colonnati e spessi muri di mattone a Yangon, Moulmein e Mergui.

### Musica
La musica tradizionale birmana è melodiosa, ma senza armonia. Gli strumenti includono un tamburo chiamato pat waing, uno xilofono di bambù chiamato pattala, cembali, flauti, oboe e strumenti a corda, spesso organizzati in orchestre chiamate saing waing. Il Saung, uno strumento a corda con una forma simile a una barca e corde di seta, ha sul "collo" disegnate delle immagini associate alla cultura e alla storia.
La musica popolare risulta essere più antica di quella classica ed è diffusissima nelle zone rurali, dove scandisce il lavoro quotidiano dei birmani che la intonano. La diffusione della musica moderna è stata favorita dalla presenza di MTV Asia, che ha influenzato molti artisti birmani. Inoltre, negli anni settanta iniziò a diffondersi la musica occidentale nel paese, che ispirava cantanti come Min Min Latt e Takatho Tun Naung nel riproporre delle riedizioni dei Beatles di Tie a Yellow Ribbon Round the Ole Oak Tree. Nacquero così gruppi rock come gli Empire e gli Iron Cross, popolarissimi negli anni ottanta.
Tra le voci femminili più note si ricordano Sone Thin Par e l'attrice Htu Eindra Bo, mentre il genere rap vede cantanti come Anega, figlio di Min Min Latt, e altri rapper come Barbu, Myo Kyawt, Myaung e Sai Sai. I membri del gruppo rap Myanmar Future Generations (MFG), di stampo filodemocratico, vivono in esilio nell'anonimato. Un altro cantante dalla vena politica è Mun Awng, autore dell'album Battle for Peace.

### Patrimoni dell'umanità
Alcuni siti della Birmania sono stati inseriti nella lista dei patrimoni dell'umanità dell'UNESCO.

### Birmania nello spazio
20 febbraio 2021: viene lanciato Lawkanat-1, il primo satellite birmano

### Ricorrenze nazionali
La data del Giorno Nazionale celebra il giorno della protesta dei primi studenti universitari birmani contro il sistema educativo inglese, ovvero il primo sciopero degli studenti all'Università di Rangoon che coincide con l'anniversario della rivolta contro il dominio britannico, nel 1920, che culminò con la Dichiarazione di indipendenza dal Regno Unito il 4 gennaio del 1948. Il 12 febbraio si celebra l'Union Day, che ricorda l'Accordo di Panglong del 1947.
La data della Giornata nazionale cambia ogni anno dato che si basa sul calendario birmano. Cade esattamente il decimo giorno dopo la prima luna piena del mese di Tazaungmon, il che significa che la ricorrenza nazionale può coincidere con un giorno compreso tra la metà di novembre e inizio di dicembre.

### Altri aspetti culturali
Per quanto concerne l'aspetto mitologico si può ricordare Chinthe, una creatura simile al leone che si trova alle entrate delle pagode o i templi birmani.

## Sport
Lo sport nazionale birmano è la lethwei chiamata anche boxe birmana; è un'arte marziale simile alla muay thai thailandese e si differenzia da quest'ultima soltanto per una particolarità: possono essere usate anche le testate. Una disciplina tipicamente birmana, e praticata solo nei paesi indocinesi, è il chinlone: una sorta di danza effettuata da una squadra di sei giocatori che compiono funamboliche acrobazie palleggiando con una palla di rattan in uno spazio ristretto. Tra gli sportivi birmani che si sono maggiormente distinti si possono ricordare Aung La Nsang, che fu il primo lottatore per la Birmania a vincere un campionato mondiale nelle arti marziali miste.

## Tradizioni
Nella tribù dei Kayan (chiamati anche Padaung) si possono trovare le donne giraffa, conosciute con questo nome per le modifiche fisiche provocate da anelli di bronzo, portati fin dall'età di 5 anni. Successivamente gli anelli vengono incrementati di numero e sostituiti con altri di dimensioni sempre maggiori, fino a che la pressione non provoca uno slittamento della clavicola e una compressione della gabbia toracica. Diversamente da quanto ritenuto, il collo non è allungato. Molte tribù kayan nel 1990, a causa di un conflitto con il regime militare birmano, si sono rifugiate in Thailandia.
Sebbene in Birmania esistano svariate culture indigene, quella dominante è principalmente quella Bamar. La cultura Bamar è stata influenzata da quelle degli Stati confinanti. Ciò è manifestato nella sua cucina, nella letteratura, nella musica, nel teatro e nella danza. Le arti, soprattutto la letteratura, hanno come tema principale il Buddhismo Theravāda.
In qualsiasi villaggio birmano tradizionale, il monastero è il centro della vita culturale e i monaci sono venerati anche dai laici. Per un ragazzo che diventa monaco si esegue una cerimonia chiamata shibyu ed è il suo più importante rito di crescita. Alla stessa età le ragazze svolgono delle cerimonie in cui si perforano i lobi delle orecchie (နားသွင်း, Nathwin). La cultura birmana è più evidente nei villaggi in cui queste cerimonie si compiono in tutto l'arco dell'anno, specialmente nelle pagode.
Il colonialismo britannico ha introdotto alcuni elementi occidentali, specialmente nell'educazione e negli edifici delle città come Yangon. In seguito all'attività missionaria nelle minoranze Karen e Shan è diffusa la cultura cristiana.

### Gastronomia

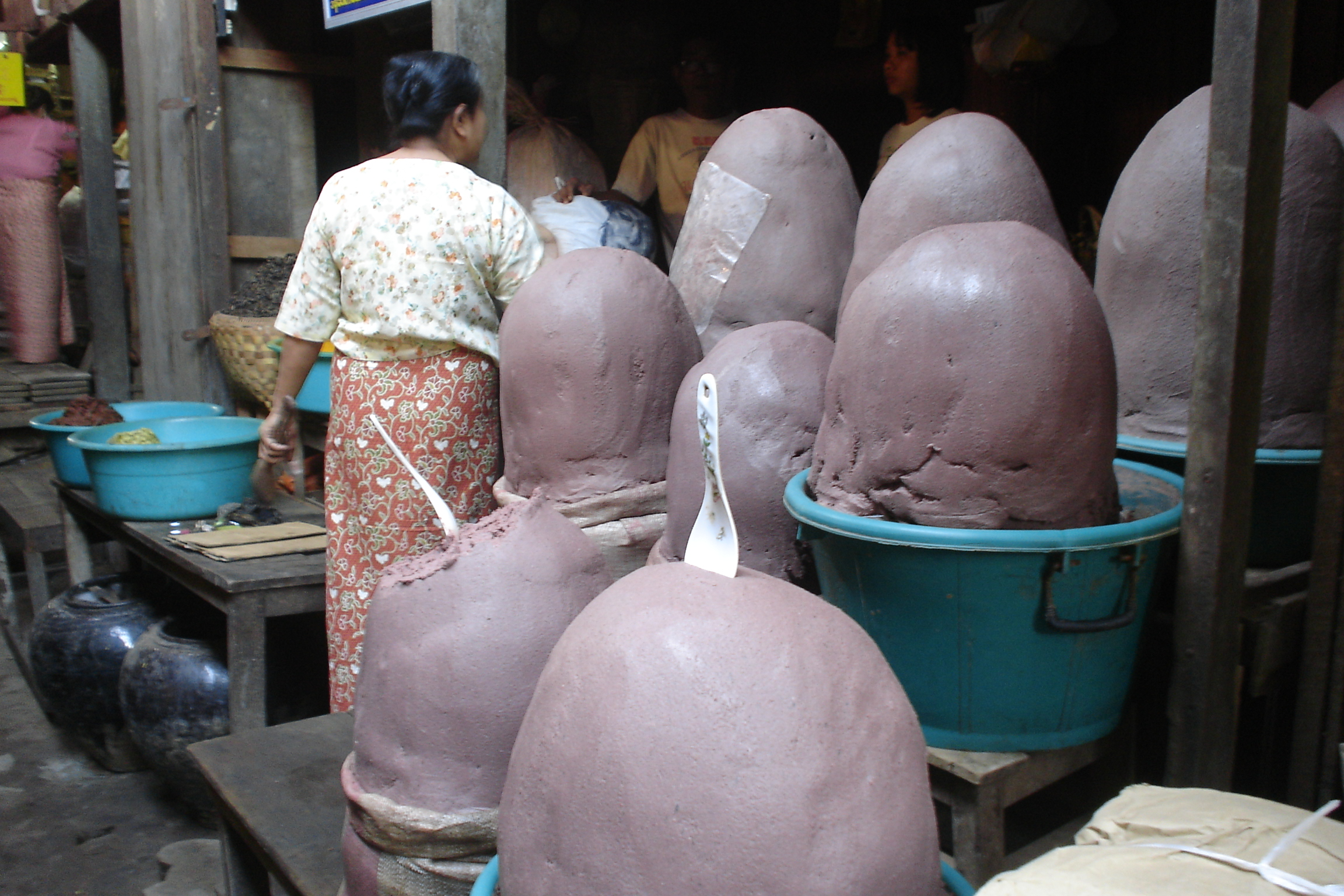
Lo ngapi è una pasta a base di pesce o gamberi secchi e salati, molto utilizzata in Birmania

La cucina birmana è stata influenzata dalla cucina indiana, cinese e thailandese. L'ingrediente principale della cucina è il riso. Sono inoltre mangiati noodles e pane. La cucina birmana utilizza spesso i gamberi, i pesci, il maiale e il montone. Il manzo, definito carne tabù, al contrario, viene mangiato solo raramente.
Il condimento più diffuso, e quasi onnipresente nel cibo della Birmania meridionale, è lo ngapi, una pasta a base di pesce e/o gamberetti, seccati, sminuzzati, salati e lasciati maturare al sole fino a ottenere un prodotto dal sapore estremamente forte, simile alla salsa di pesce, molto comune anche negli altri paesi dell'Asia orientale o all'antico garum, noto all'epoca dei Latini. Sono anche usati vari tipi di curry, quali il masala e i peperoncini rossi. Il Mohinga, considerato piatto nazionale della Birmania, consiste di brodo di pesce-gatto al curry con farina di ceci, vermicelli di riso e salsa di pesce. La frutta tropicale è servita spesso come dessert. Le città importanti offrono una più ampia varietà di cucine tra cui quella Shan, la cinese e la indiana.